# Природний парк Донський
Природний парк Донський — одна з природоохоронних територій Ростовської області Росії, заказник федерального значення. Природний парк утворений постановою Адміністрації Ростовської області від 08.09.2005 № 120, статус природної пам'ятки Донський підтверджений Постановою уряду Ростовської області від 11.05.2016 № 337. Парк складається з ділянок: «Дельта Дону» (площа 27047,75 гектарів на територіях Азовського, Мясниковського і Неклиновського районів) і «Острівний» (13907,38 гектарів на території Цимлянського району поблизу міста Волгодонська)

## Історія

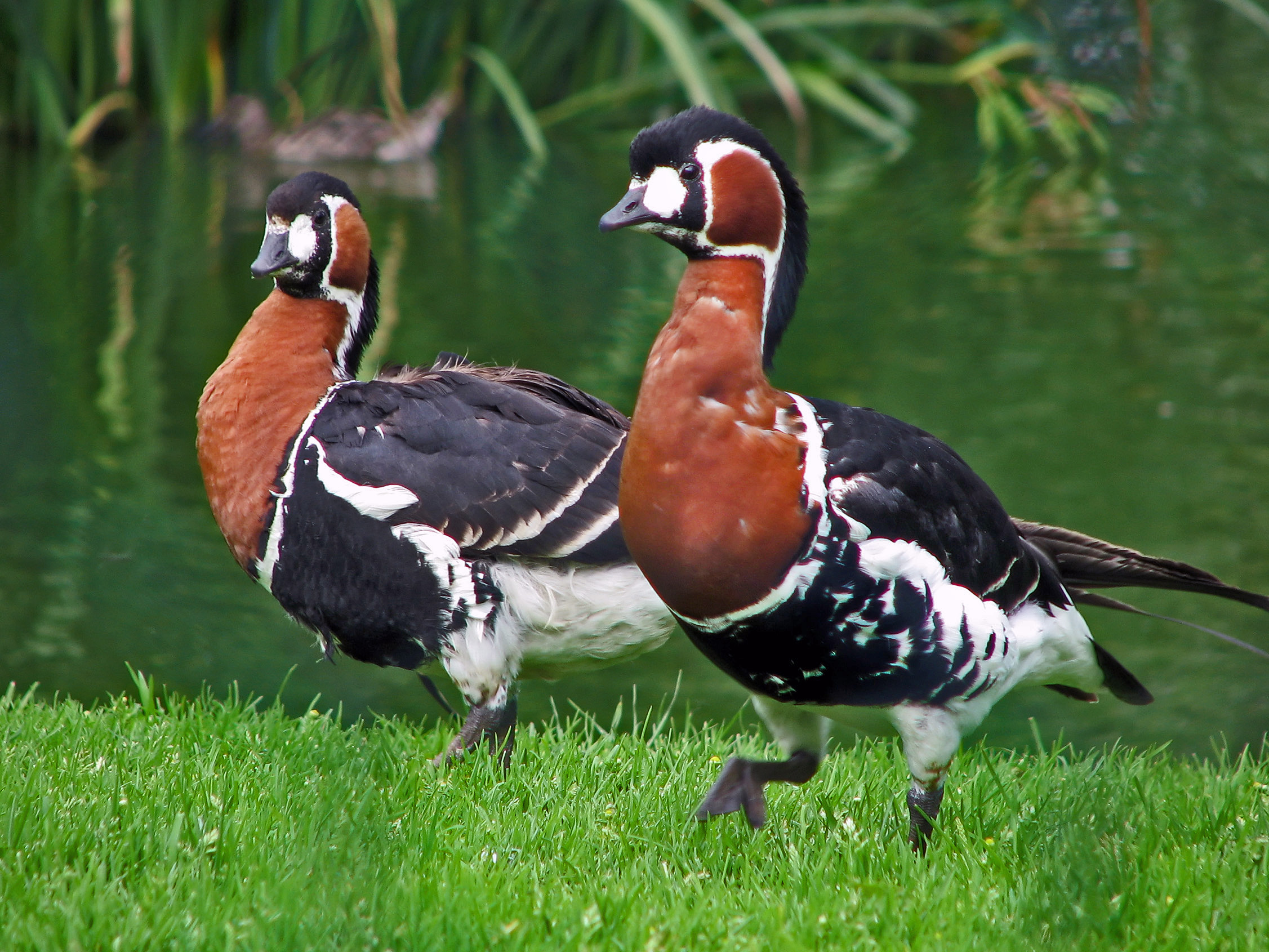
Казарка червоновола

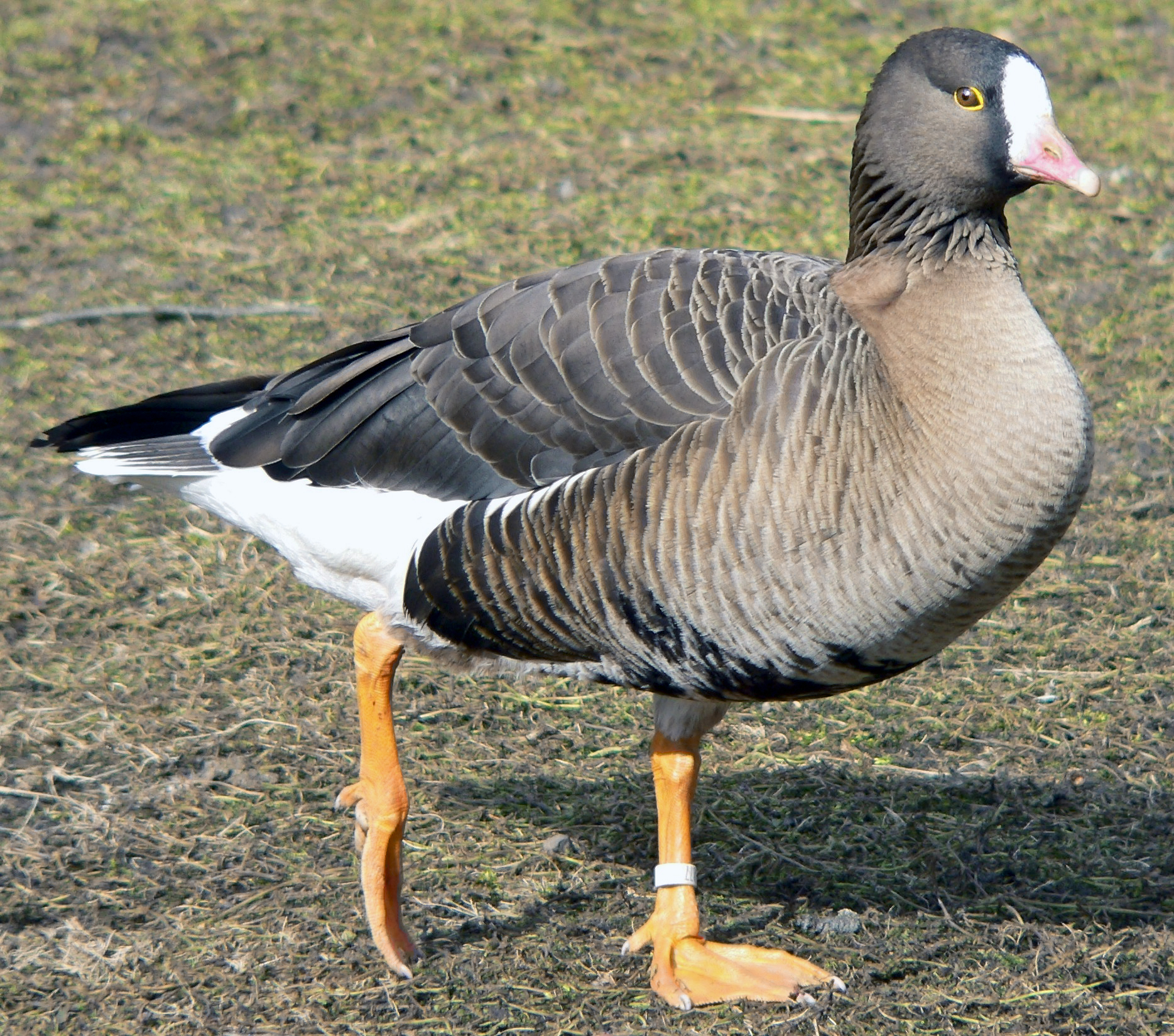
Гуска мала

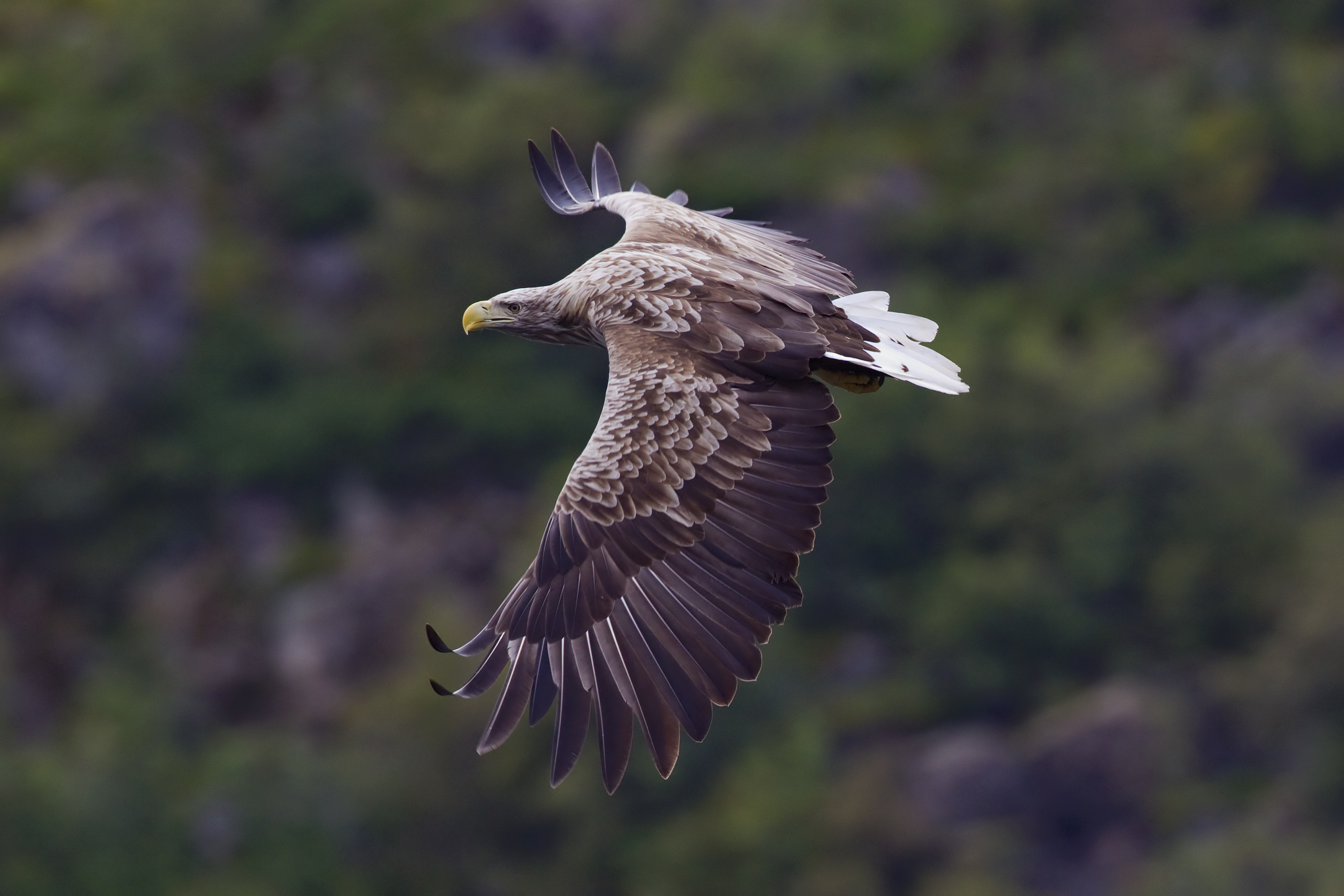
Орлан-білохвіст

Природний парк Донський утворений постановою Адміністрації Ростовської області від 08.09.2005 № 120. До його складу входять ділянки: «Дельта Дону» (Азовський, Мясниковский і Неклиновский райони) і «Острівний» (Цимлянський район). Загальна площа парку становить 40,955 тис. га. Ділянка «Дельта Дону» розташований на площі 27047,75 га, ділянка «Острівний» біля міста Волгодонська — на площі 13907,38 гектарів.
Природний парк Донський є єдиним природним парком на території Ростовської області, це особливо охоронювана природна територія обласного значення.
Природний парк має природоохоронне, рекреаційне, історико-культурне значення. У парку зустрічаються рідкісні червонокнижні рослини і тварини, парк має хороші умови для відпочинку населення.
Територія парку різноманітна за своїм ландшафтом. Тут є степи, хвойно-листяні ліси, водно-болотні угіддя.
Флора ділянки «Дельта Дону» включає 823 види, 93 родини і 375 родів, що порівняно, наприклад, з флорою дельти річки Дунай, що нараховує 563 види, що належать до 80 родин, складе більшу різноманітність. 31 вид рослин, що ростуть у парку, занесені в 2014 році в Червону книгу Ростовської області. Фауна ділянки налічує близько 1020 видів, з них 35 включено до Червоної книги Ростовської області.
Дельта Дону багата рибою. Через дельту пропливають на нерест прохідні і напівпрохідні риби. Тут риби нерестяться: сазан, судак й інші, тут риби і зимують. В Червону книгу Ростовської області занесено 14 видів риб, серед яких 7 видів з Червоної книги Росії.
Різноманітний пташиний світ парку. В ньому мешкають рідкісні та зникаючі види, включені в Червону книгу Ростовської області. До них належать: казарка червоновола, піскулька, савка, орлан-білохвіст. Часто зустрічаються гуска, лебеді, чайки та кулики.
В центрі ділянки «Острівний» багато засолених заплавних луків. Біля північної межі парку поширені степові види рослин. Заплавні ліси представлені верболозами, ольшанниками з участю вязовників. Різноманітність ландшафтів сприяє різноманітності флори і фауни ділянки. Тут також мешкають цінні і рідкісні тварини, включені до Червоної книги Російської Федерації і Ростовської області. Фауна налічує близько 330 видів, з них 35 занесено в 2014 році в Червону книгу Ростовської області. У флорі ділянки зустрічається 697 видів рослин, з яких до Червоної книги Ростовської області включено 12 видів.